# Juegos Mundiales de Deportes Mentales

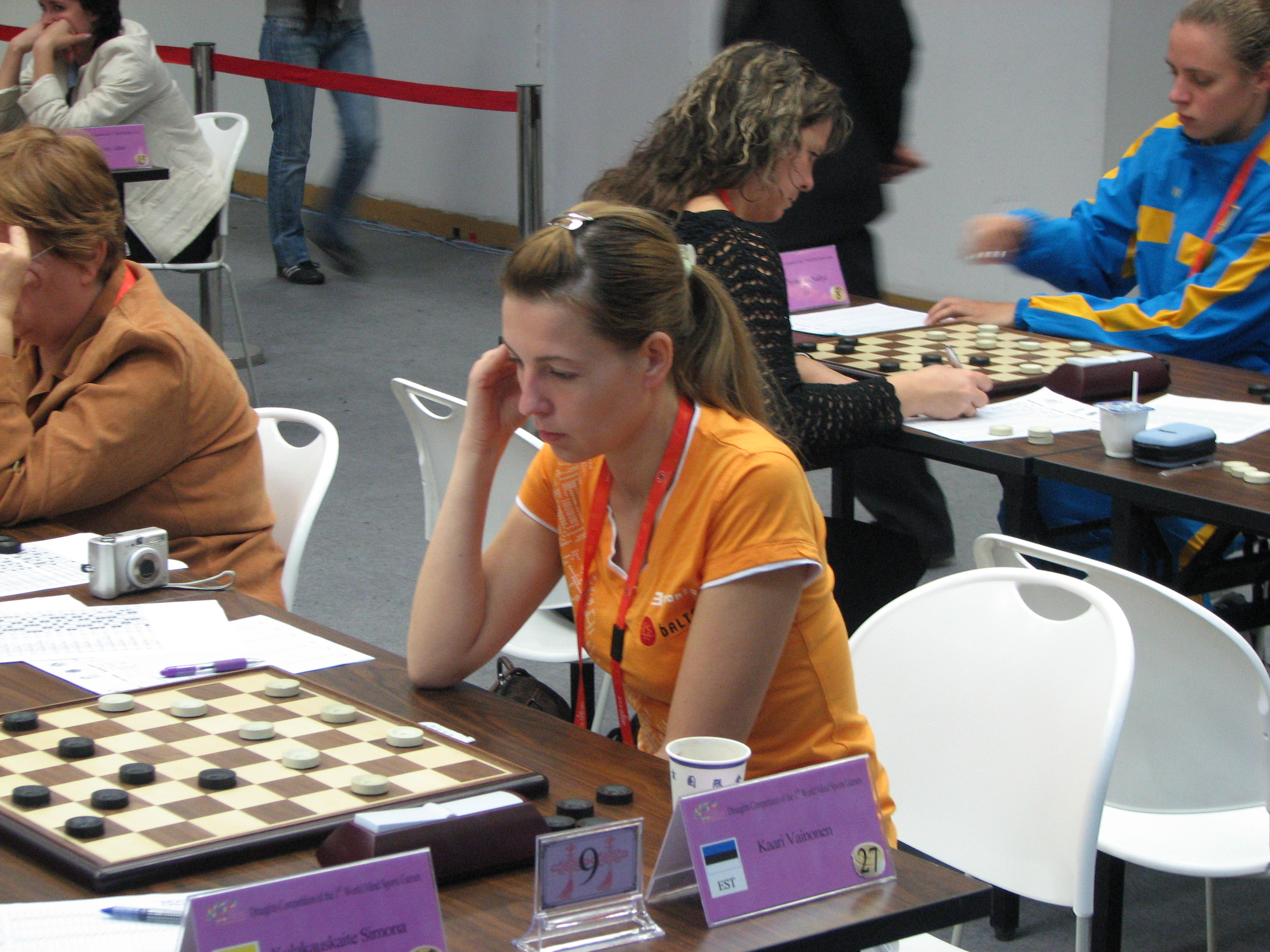
Kaari Vainonen empata con jugadora estoniana en Pekín el 15/10/2008.

Los Juegos Mundiales de Deportes Mentales fueron un evento multideportivo que celebró dos ediciones, en 2008 y 2012.  
Los primeros Juegos Mundiales de Deportes Mentales tuvieron lugar en Pekín, China, inmediatamente después de los Juegos Olímpicos de 2008, del 3 al 18 de octubre. Se calcula que unos 2000 competidores de unos 150 países estarán disputándose de 36 medallas de oro. Participarán por lo menos cinco deportes mentales: Bridge, Ajedrez, Go, Damas y Ajedrez chino.
Los segundo Juegos se celebraron en Lille (Francia) en 2012. La edición de 2016 iba a tener como sede Río de Janeiro, en Brasil, pero esta edición no llegó a celebrarse y no ha habido más ediciones desde entonces.

## Eventos

### Bridge
| Evento               | Oro                                     | Plata                            | Bronce                            |
| -------------------- | --------------------------------------- | -------------------------------- | --------------------------------- |
| Individual Masculina | Tor Helness                             | Geir Helgemo                     | Andrey Gromov                     |
| Individual Femenina  | Midskog Katarina                        | Anne Fréderique Levy             | Yan Ru                            |
| U21 Por Equipos      | Francia                                 | Reino Unido                      | China                             |
| U26 Por equipos      | Dinamarca                               | Polaka                           | Noruega                           |
| U28 Por equipos      | Noruega                                 | Polonia                          | China                             |
| Juvenil por parejas  | Mehmet Remzi Sakirler / Melih Osman Sen | Lotan Fisher / Ron Haim Schwartz | Joanna Krawczyk / Piotr Tuczynski |
| Juvenil Individual   | Salih Murat Anter                       | Radu Nistor                      | Lars Arthur Johansen              |
| Abierto por equipos  | Italia                                  | Reino Unido                      | Noruega                           |
| Equipos femeninos    | Reino Unido                             | China                            | Estados Unidos                    |

### Ajedrez
| Evento                       | Oro                                             | Plata                              | Bronce                                    |
| ---------------------------- | ----------------------------------------------- | ---------------------------------- | ----------------------------------------- |
| Masculino Individual Blitz   | Martyn Kravtsiv                                 | Yuriy Drozdovsky                   | Christodoulos Banikas                     |
| Femenino Individual Blitz    | Alexandra Kosteniuk                             | Antoaneta Stefanova                | Hou Yifan                                 |
| Masculino Individual Rápido  | Bu Xiangzhi                                     | Anton Korobov                      | Zhang Zhong                               |
| Femenino Individual Rápido   | Antoaneta Stefanova                             | Zhao Xue                           | Huang Qian                                |
| Parejas mezcladas Blitz      | Carlos Matamoros Franco / Fierro Martha Baquero | Krishnan Sasikiran / Tania Sachdev | Valeriy Aveskulov / Tatjana Vasilevich    |
| Parejas mezcladas Rápido     | Ni Hua / Hou Yifan                              | Dao Thien Hai / Le Kieu Thien Kim  | Ghaem Maghami Ehsan / Pourkashiyan Atousa |
| Por equipos masculino Blitz  | Hungría                                         | China                              | Ucrania                                   |
| Por equipos femenino Blitz   | Rusia                                           | China                              | Vietnam                                   |
| Por equipos femenino Rápido  | China                                           | Ucrania                            | Irán                                      |
| Por equipos masculino Rápido | China                                           | Ucrania                            | Rusia                                     |

### Go
- Masculino Individual, hasta 5 jugadores.
- Femenino Individual, hasta 3 jugadores.
- Por equipos masculino, 5 jugadores con 1 suplente. (5 juegos separados por ronda, el equipo que gana más de tres juegos gana la ronda).
- Por equipos femenino, 3 jugadores con un suplente. (3 juegos separados por ronda, el equipo que gana más de dos juegos gana la ronda).
- Go por parejas, 1 male-female pair playing alternate moves without consultation
  - Moves sequenced: black female, white female, black male, white male.
- Abierto, 2 jugadores aficionados (amateur players)

| Evento                | Oro                                | Plata                                | Bronce                        |
| --------------------- | ---------------------------------- | ------------------------------------ | ----------------------------- |
| Individual Masculino  | Kang Dongyoon 7p                   | Park Jungsang 9p                     | Li Zhe 6p                     |
| Individual Femenino   | Song Ronghui 1p                    | Lee Minjin 5p                        | Park Ji Eun 9p                |
| Abierto               | Jo Sae Byol 7d (Jo Tae-Won)        | Ham Youngwoo 7d                      | Lee Yong Hee 6d               |
| Por equipos masculino | Corea                              | China                                | Japón                         |
| Por equipos femenino  | China                              | Corea                                | Japón                         |
| Go por parejas        | Huang Yizhong 7p ／ Fan Weijing 2p | Chou Chun-Hsun 9p ／ Hsieh Yi-Min 4p | On So Jin 4p ／ Lee Ha Jin 3p |

### Damas
| Evento                               | Oro                 | Plata               | Bronce               |
| ------------------------------------ | ------------------- | ------------------- | -------------------- |
| International Draughts 100sq (Men)   | Alexander Georgiev  | Alexander Getmanski | Guntis Valneris      |
| International Draughts 100sq (Women) | Zoja Golubeva       | Tanja Chub          | Tamara Tansykkuzhina |
| Russian Draughts 64sq (Women)        | Viktoriya Motrichko | Elena Miskova       | Julia Romanskaia     |
| Brazilian Draughts 64sq (Men)        | Dashkov Oleg        | Ion Dosca           | Belosheev Sergey     |
| Checkers (Mixed)                     | Alex Moiseyev       | Ron King            | Raivis Paegle        |

### Ajedrez chinoo (Xiangqi)
| Evento                  | Oro         | Plata         | Bronce        |
| ----------------------- | ----------- | ------------- | ------------- |
| Rápido (Masculino)      | Wang Yang   | Jiang Chuan   | Zhao Ruquan   |
| Individual (Femenino)   | Wang linna  | Zhao Guanfang | Ngo Lan Huong |
| Individual (Masculino)  | Xu Yinchuan | Hong Zhi      | Look Kongdwa  |
| Por equipos (Femenino)  | China       | Australia     | Vietnam       |
| Por equipos (Masculino) | China       | Vietnam       | Hong Kong     |